# ほ座N星
ほ座N星は、ほ座の恒星で3等星。
現在は橙色の巨星であり、最終的に太陽質量の55%を持つ白色矮星になると予想されている。
この星は、ギリシャ文字のバイエル符号がついていない全天で最も明るい星である。バイエル符号はりゅうこつ座・ほ座・とも座がまだ広大なアルゴ座だった時代に割り当てられたため、やや明るい星につけるギリシャ文字が足りず、ラテン文字が多く使われている。

## 変光の観測
ロバート・イネスは、1895年に3.2～3.8等の不規則周期変光星と報告している。また、アイザック・ロバーツは、光ではなく色が変わると考えている。このように、過去には複数の観測者によって、変光したとの報告があるが、現在の明るさは一定とされている。ロバート・バーナムJr.は、この状況は、カシオペヤ座α星に似ていると述べている。